# Ангерран II де Куси
Ангерран II де Куси (фр. Enguerrand II. de Coucy; 1110 — 1147/1149) — французский рыцарь, сеньор де Куси, Марль, Вервена, Пинона, Крепи, Креси и Ла-Фер в Пикардии, крестоносец.

## Биография
Ангерран II де Куси был сыном Тома де Куси и его супруги, Мелисенды де Креси.
В отличие от своего отца, отважного и воинственного рыцаря, Ангерран имел миролюбивый характер и больше заботился о хозяйственном процветании своих владений. В замке Куси он строит капеллу, сохранившуюся до сих пор и являющуюся старейшей частью нынешнего строения. Согласно средневековой легенде, Ангерран убил в Премонтрском лесу некое опустошавшее окрестности чудовище (по описаниям схожее со львом), за что заслужил особую благодарность местного духовенства (приора аббатства Ножан-су-Куси).
В 1147 году Ангерран II принимает участие в возглавляемом французским королём Втором крестовом походе, во время которого и скончался.

## Семья
В 1132 году Ангерран вступает в брак с Агнессой де Божанси, дочерью сеньора Рауля де Божанси и внучкой графа Гуго де Вермандуа (правнучкой французского короля Генриха I и Анны Ярославны). В этом браке у него родились двое сыновей:
- Рауль де Куси (род. после 1142 — ум. в ноябре 1191 году при осаде Акки)
- Ангерран (ум. 1174), возможно — отец трубадура кастеляна из Куси.